# Labullinyphia
Labullinyphia tersa es una especie de araña araneomorfa de la familia Linyphiidae. Es el único miembro del género monotípico Labullinyphia.

## Distribución
Se encuentra en Sri Lanka.  